# タキゲン製造
タキゲン製造株式会社（タキゲンせいぞう、TAKIGEN MFG. CO., LTD.）は、日本の産業用金物を扱うトップメーカーである。特に、配電盤、分電盤、キュービクルなどの密閉用筐体に欠かせない「蝶番」、「錠前」、「ステー」、「ハンドル」などの部品を扱っている。本社は東京都品川区西五反田1-24-4。日本に17支店と韓国ソウル、中国上海、タイ バンコク、台湾台北に支店があり、直販を行っている。

## No.0200
タキゲンが製造する鍵付きの中型のハンドルの多くは、標準品でNo.0200という鍵番号が採用されている。
このNo.0200は「にひゃくばん」と呼ばれ、鍵付きハンドル用の鍵としてデファクトスタンダードであり、他の錠前メーカも互換性のある鍵を標準として採用しているほか、日本国外でも互換性のある鍵が大量に生産されている。
No.0200でほとんどの鍵付きハンドルが開いてしまうことは防犯上問題があるため、タキゲンはNo.0200と互換性のない鍵としてTAKシリーズを製品化し、エンドユーザに採用するように働きかけている。